# NGC 596
NGC 596 ist eine cD-Galaxie vom Hubble-Typ E4 im Sternbild Walfisch südlich der Ekliptik. Sie ist schätzungsweise 86 Millionen Lichtjahre von der Milchstraße entfernt und hat einen Durchmesser von etwa 80.000 Lichtjahren. Sie gilt als Mitglied der acht Galaxien umfassenden NGC 584-Gruppe (LGG 27).
Im selben Himmelsareal befinden sich u. a. die Galaxien NGC 584, NGC 586, NGC 600, NGC 607.
Das Objekt wurde am 13. Dezember 1783 von dem deutsch-britischen Astronomen Wilhelm Herschel entdeckt.